# Castell de l'Areny
Castell de l'Areny är en kommun i Spanien.   Den ligger i provinsen Província de Barcelona och regionen Katalonien, i den östra delen av landet, 500 km öster om huvudstaden Madrid. Arean är 24,4 kvadratkilometer. Castell de l'Areny gränsar till La Pobla de Lillet, Les Llosses, Borredà, Vilada, La Nou de Berguedà och Sant Julià de Cerdanyola. 
Terrängen i Castell de l'Areny är lite bergig.